# Церква Різдва святого Івана Хрестителя (Постолівка)
Церква Різдва святого Івана Хрестителя в Постолівці — парафія і храм греко-католицької громади Гусятинського деканату Бучацької єпархії Української греко-католицької церкви в селі Постолівка Чортківського району Тернопільської области.
Оголошена пам'яткою архітектури місцевого значення (охоронний номер 1868).

## Історія церкви
У 1844 році в селі збудували церкву Різдва Святого Івана Хрестителя. Парафія і храм належали до УГКЦ до 1946 року, потім до 1991 року — до РПЦ. З 1991 року вони знову повернулися в лоно УГКЦ.
У 1995 році на парафії відбулася Свята Місія. У 1997 році збудували та освятили каплицю Святих Володимира і Ольги.
При парафії діють братство Матері Божої Неустанної Помочі (з 2008) та спільнота «Матері в молитві» (з 2008). Біля церкви встановлена фігура Івана Хрестителя (2008).

## Парохи
- о. Іван Барвінський (1865—1990),
- о. Михайло Дроздовський (1990—1902),
- о. Іван Матковський (1902—1916),
- о. Тадей Рогожевський (1916—1919),
- о. Решетило (1919—1922),
- о. Ігнат Величко (1922—1924),
- о. Василь Павлик (1924—1941),
- о. Йосиф Гірняк (1941—1944),
- о. Степан Гунчак (1944—1946),
- о. Теодор Рак-Речейко (1946—1952),
- о. Іван Маслюк (1952—1958),
- о. Лев Кедринський (1958—1964),
- о. Теодор Цокало (1964—1977),
- о. Василь Боднарчук (1977—1986),
- о. Іван Цаплюк (1986—1988),
- о. Михайло Пилипів (з 1988).